# Zinnini Elkington
Zinnini Elkington (født 2. januar 1989 i København) er en dansk filminstruktør, manuskriptforfatter og filmskuespiller.
Siden 1994 har Elkington medvirket i tv-serier, spillefilm og kortfilm, 
herunder i en rolle som Kirsten Siggaard i spillefilmen Under stjernerne på himlen fra 2025.
I 2017 debuterede hun som filminstruktør med kortfilmen Regnbuepiger, der blev fulgt op af kortfilmene Gaia (2018), En flirt (2021), og Skifting (2021).
I 2025 fik hun som instruktør og manuskriptforfatter spillefilmsdebut med Det andet offer.
Elkington er uddannet i tiende årgang fra Super16. 
Fra hendes filmskoletid dér stammer Gaia, En flirt og Skifting.
En flirt vandt Shortlist Prisen og Bedste manuskript ved  Ekko Shortlist Awards 2020.
Ved Robertprisen 2020 vandt filmen også i kategorien "Årets lange fiktion/animation".